# Kostel svatého Vojtěcha (Nové Město)
Kostel svatého Vojtěcha na Novém Městě v Praze je římskokatolický farní kostel. Stojí ve Vojtěšské ulici na Novém Městě, nedaleka od Národního divadla jihovýchodním směrem. Původně gotický, barokně přestavěný kostel, je chráněn jako kulturní památka.

## Historie

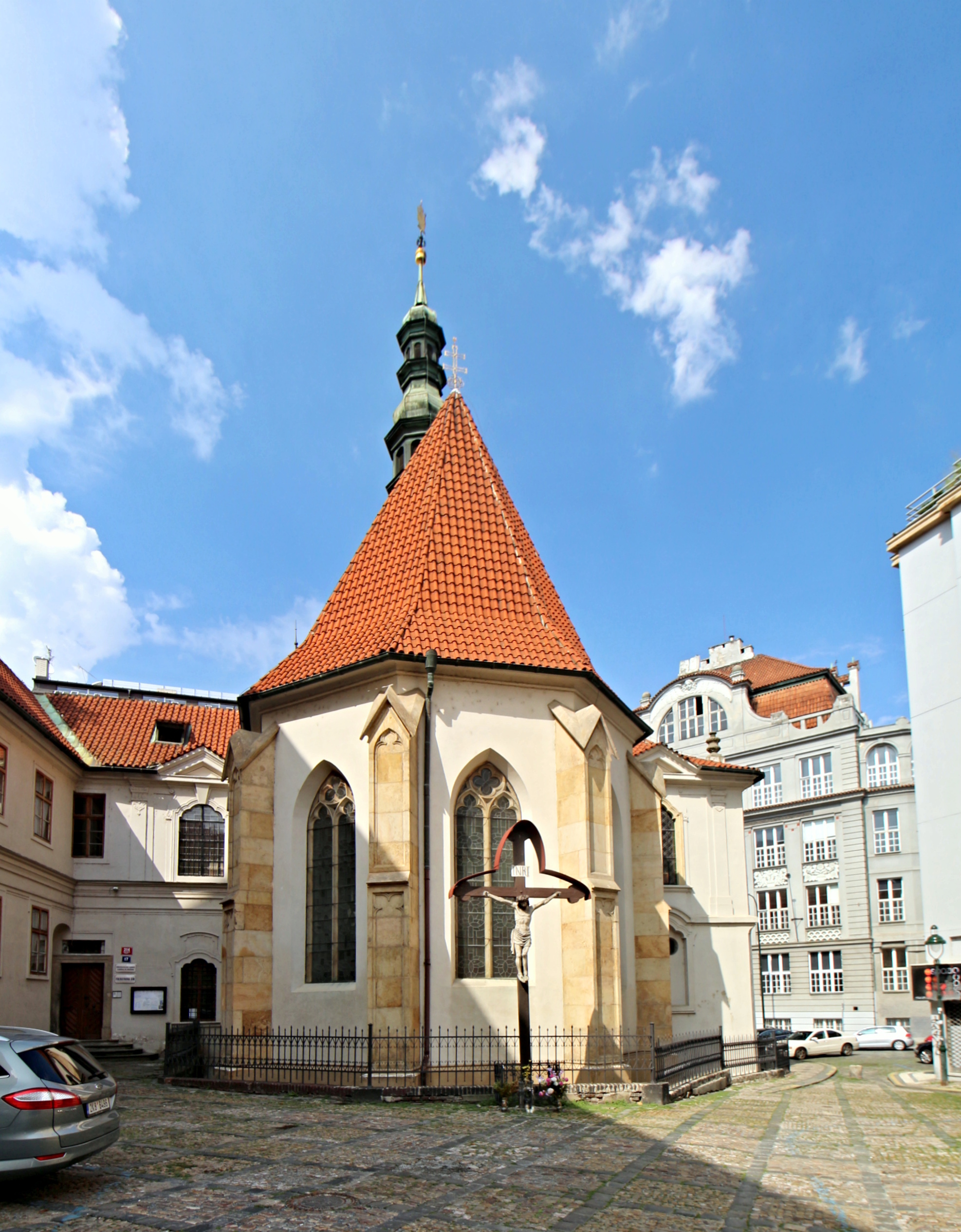
Gotický závěr kostela

Kostel vznikl snad ještě ve 13. století, při založení osady Zderazské předměstí či V Jirchářích. Původní stavba patrně tvoří dnešní boční loď. Po založení Nového Města byl kostel rozšířen o hlavní loď, k roku 1367 se připomíná fara a 1413 škola. 
V letech 1671-1693 byl barokně přestavěn, přistavěna kaple sv. Kříže a sakristie, změněna okna a fasády. V letech 1874-1876 byl opraven, presbytář regotizován a pořízeny nové varhany. K regotizaci lodi už nedošlo.

## Popis
Jádrem stavby je hlavní loď z poloviny 14. století, k níž se postupně přistavovaly různé kaple a přístavky, takže celek působí velmi nepravidelně. Hlavní loď s jednoduchou sedlovou střechou se sanktusníkem a s barokním štítem na západě má pětiboký gotický závěr s opěráky, tři pole křížové klenby a barokní předsíň. K severní stěně přiléhá užší boční loď, snad původní kostelík, se třemi poli křížové klenby a rovným závěrem. S hlavní lodí je spojen barokními arkádami s vrchní emporou. K severní straně boční lodi jsou přistavěny dvě barokní kaple, nižší z nich s lucernou na střeše. K jižní stěně hlavní lodi přiléhá sakristie a farní budova. Hlavní průčelí je poměrně prosté s velkým oknem v ose lodi a plasticky zdobeným hlavním vchodem se sochou sv. Vojtěcha z konce 17. století. Vpravo od hlavního vchodu je edikula se sochou sv. Jana Nepomuckého (kolem 1740). Ve zdi mezi farou a školou jsou dva náhrobní kameny z let 1599 a 1640.

### Interiér

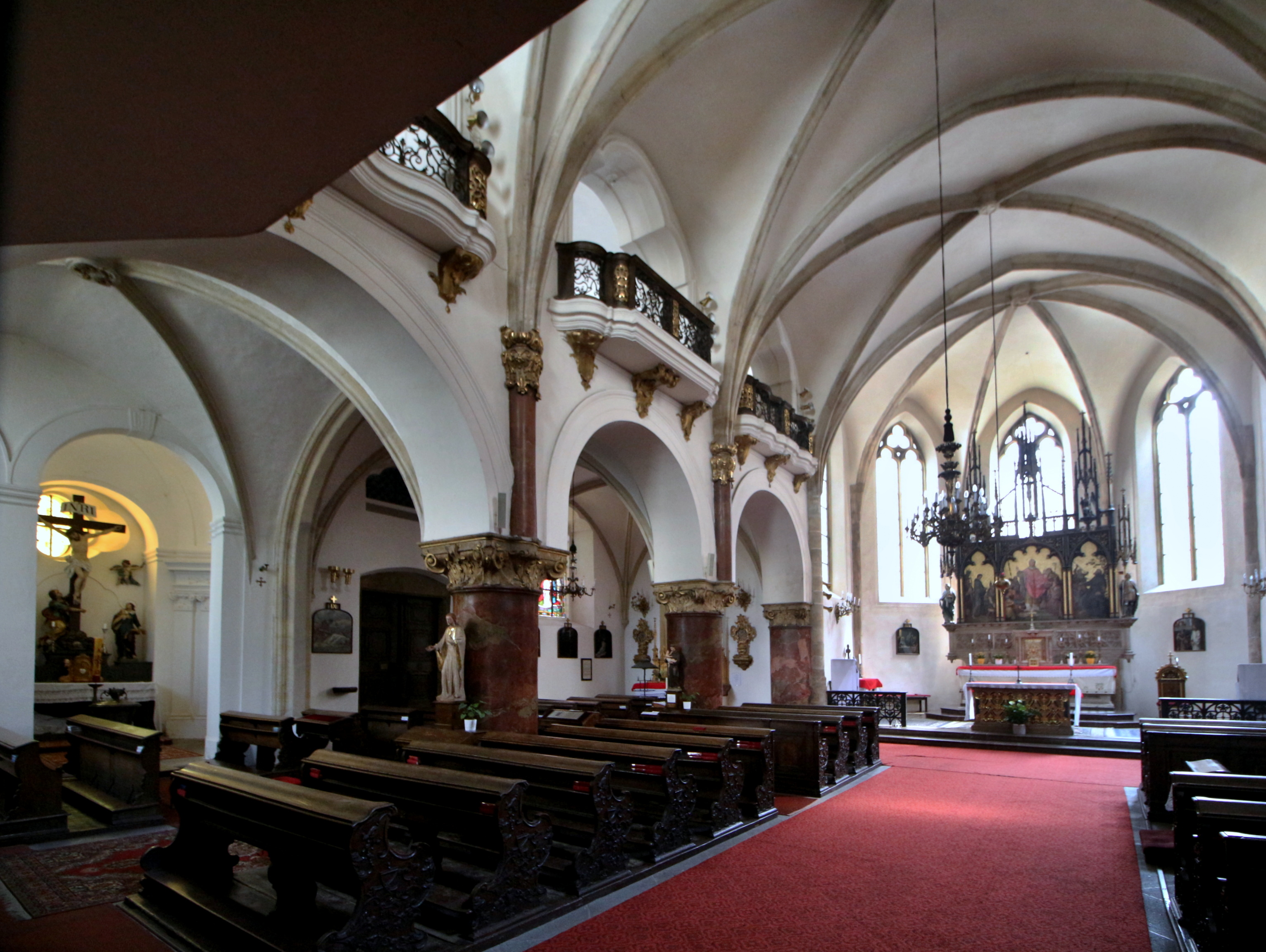
Kostel sv. Vojtěcha, interiér hlavní lodi

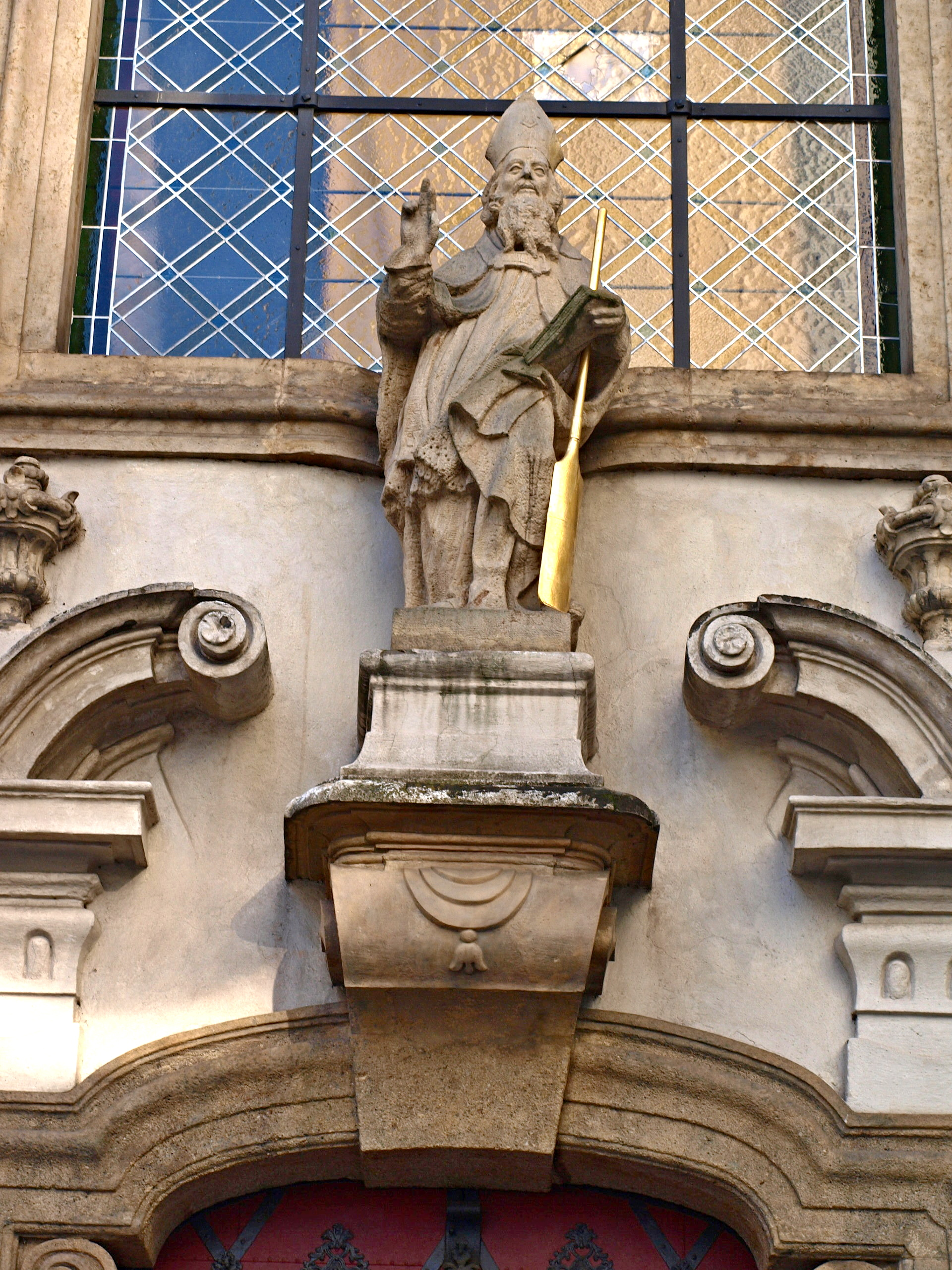
Socha svatého Vojtěcha nad portálem kostela

Zařízení je většinou novogotické, kazatelna a dva boční oltáře jsou z doby kolem 1740. Návrhy na okenní malby dodal František Sequens. V čele boční lodi na novogotickém oltáři je polychromovaná pozdně gotická dřevěná socha Panny Marie Zderazské z konce 15. století. Byla sem přenesena ze zbořeného kostela sv. Petra a Pavla u kláštera křižovníků Božího hrobu na Zderaze. Hlavní oltář je z roku 1875, architektonické řešení navrhl J. Patzold, obraz sv. Vojtěcha (patrona jirchářů) namaloval Petr Maixner, sochy dodal Eduard Veselý. Původní oltář z červenošedého mramoru byl přenesen do nově zřízené ústavní kaple v Ernestinu. Cínová křtitelnice s pozdějším víkem má český nápis s datem 1493. Pod kruchtou jsou zbytky gotických fresek. Na klenbě hlavní lodi jsou malby z první poloviny 16. století (Madona, Beránek, Apoštolové, Čeští patroni).

### Zvonice
Za kostelem se nachází samostatně stojící zděná hranolová zvonice v s barokní makovicí. Zvonice byla založena spolu s kostelem a hřbitovem a během staletí prošla výraznými změnami. Přízemí zvonice sloužilo jako márnice. Ve stěně směrem ke kostelu je patrný zazděný vstup do schodiště, které probíhalo v síle přes metr tlusté zdi a do doby Josefa II. se tudy chodilo na zvonici; dnešní schodiště neexistovalo, ani průraz skrze klenbu. Od počátku do 16. století měla zvonice jen přízemní část s dřevěným zvonovým patrem se třemi zvony. Umíráček je patrně starší dílo, které bylo roku 1611 přelito a je zde dodnes.
Od počátku 17. století měla zvonice již vysokou kamennou část se dvěma okny ze stran a po jednom okně zepředu a zezadu, dřevěná konstrukce původní zvonice je dodnes vestavěná uvnitř a střecha byla dlátková bez lucerny. Z barokní doby má zvonice lucernu, okna jsou ve spodní části zazděná, takže jsou nižší, a mají žaluzie. Bylo zrušeno vnitřní schodiště v síle stěny a zazděno. Když byl hřbitov za vlády Josefa II. zrušen, zanikla i funkce márnice, v přízemí byla probourána klenba do 1. patra a postaveno dřevěné schodiště. Dodnes je zvonice funkční a zvoní se tu stále na bohoslužby vždy v neděli od 9:30 a ve všední dny v 18:30, a také v neděli v poledne.

### Zvony

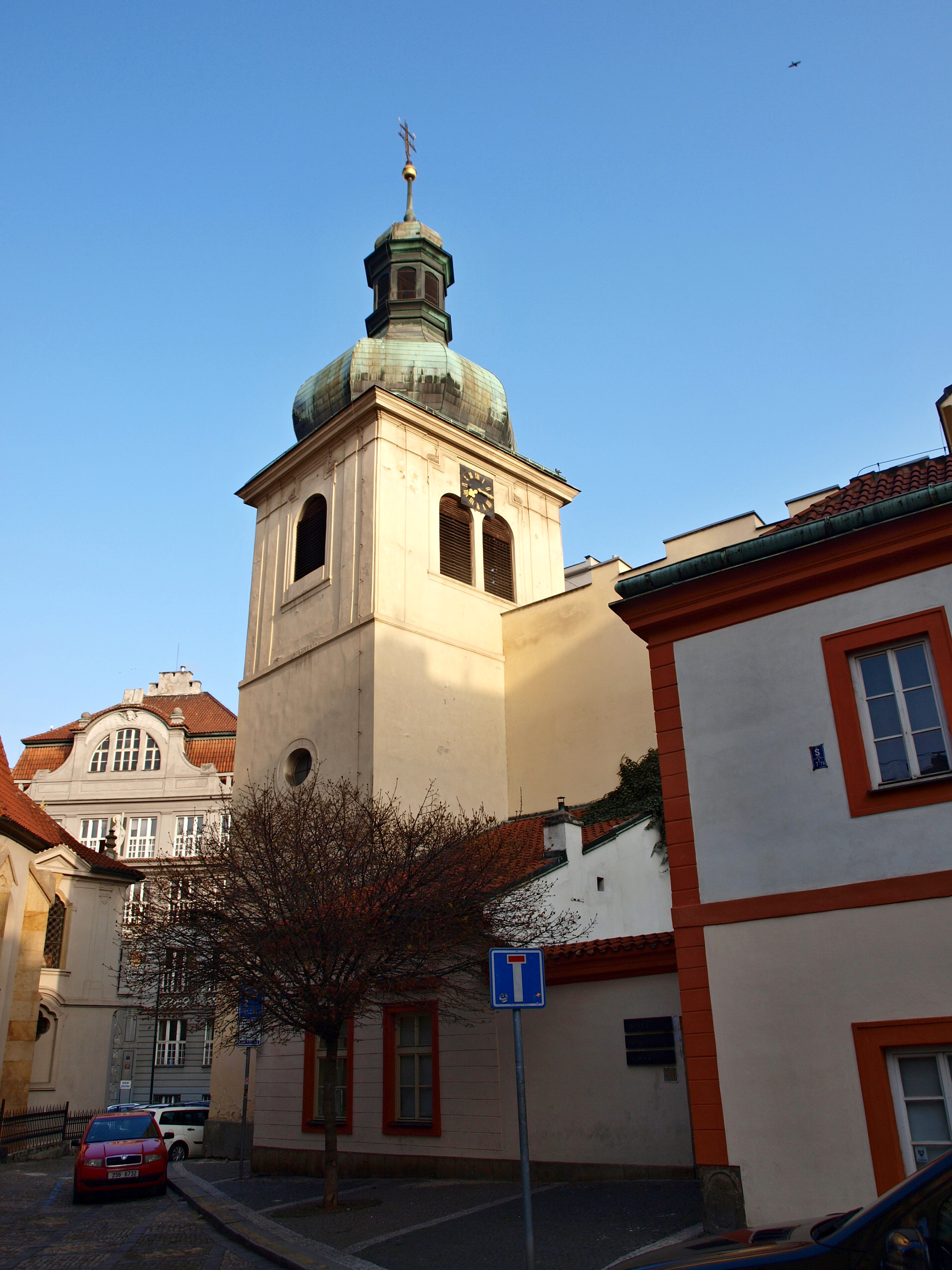
Odděleně stojící zvonice kostela

1. Vojtěch, průměr 122,5 cm, hmotnost cca 1 500 kg, ladění fis´-1. Ulit roku 1540 mistrem Ondřejem na Novém Městě pražském.
2. Ludmila, průměr 112,2 cm, hmotnost cca 1 150 kg, ladění gis´±1. Ulit roku 1545 Stanislavem Klatovským.
3. Kulhavý, průměr 49,7 cm, hmotnost cca 73 kg, ladění gis´´+3. Je to zvon přelitý roku 1611 Baltasarem Hoffmanem v Praze na Slovanech (u Emauzského kláštera).
4. Bezejmenný zvonek, zřejmě sv. Anna nebo Josef a Maria, o průměru cca 35 cm je prasklý a pochází ze zrušené kapličky na Jihlavsku.
5. Bezejmenný zvonek z roku 1921, průměr 30 cm, není v současné době zavěšen a připravuje se k vyzvednutí do lucerny věže k druhému zvonku, Kulhavému.
6. Zvon, odlitý roku 1554 Brikcím z Cimperka a pak přelitý roku 1871 Annou Bellmannovou, dnes neexistuje. Byl zavěšen v krajním poli u zvonu Vojtěch a v první světové válce zrekvírován.

## Zajímavosti

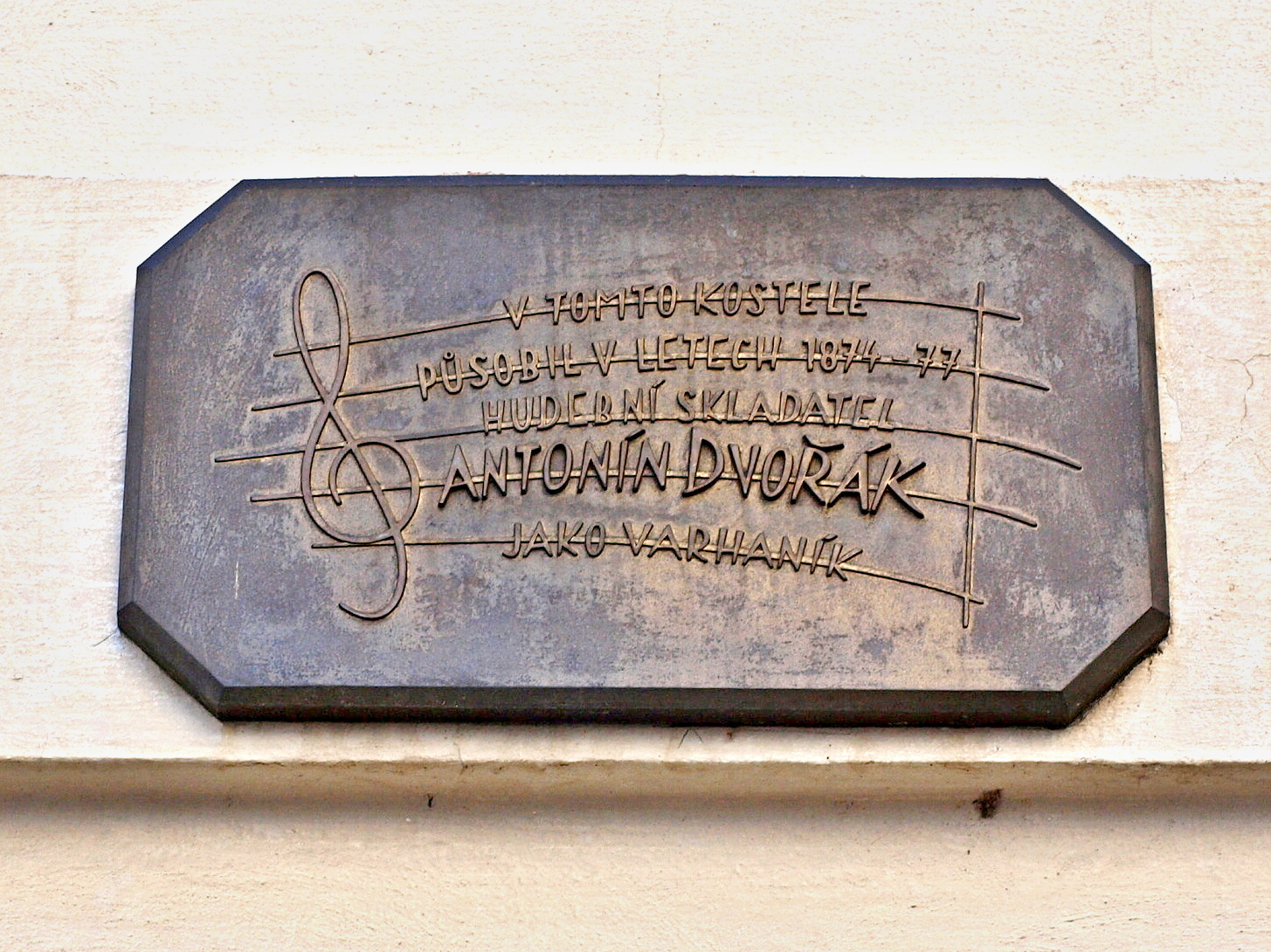
Pamětní deska Antonínu Dvořákovi

V letech 1874–1877 byl zdejším varhaníkem Antonín Dvořák (1841–1904). Na fasádě nalevo od vchodu je umístěna pamětní deska s textem: V tomto kostele působil v letech 1874–77 hudební skladatel Antonín Dvořák jako varhaník, v pozadí textu je notová osnova a houslový klíč.
V kostele působil také biskup Kajetán Matoušek v letech 1949–1994.